# Mapán Laja Segunda
Mapán Laja Segunda är en ort i Mexiko.   Den ligger i kommunen Tantoyuca och delstaten Veracruz, i den sydöstra delen av landet, 240 km norr om huvudstaden Mexico City. Mapán Laja Segunda ligger 142 meter över havet och antalet invånare är 305.
Terrängen runt Mapán Laja Segunda är platt. Runt Mapán Laja Segunda är det ganska tätbefolkat, med 72 invånare per kvadratkilometer. Närmaste större samhälle är Tantoyuca, 8,4 km söder om Mapán Laja Segunda. Trakten runt Mapán Laja Segunda består till största delen av jordbruksmark.